# Phyllanthus gossweileri
Phyllanthus gossweileri är en emblikaväxtart som beskrevs av John Hutchinson. Phyllanthus gossweileri ingår i släktet Phyllanthus och familjen emblikaväxter. Inga underarter finns listade i Catalogue of Life.